# Grupo de los Nueve
El grupo de los Nueve fue un grupo de oficiales liderados por Melo Antunes pertenecientes al Movimento das Forças Armadas (MFA). En agosto de 1975, publicaron un documento (conocido como Documento de los Nueve) con idea de clarificar las posiciones políticas e ideológicas dentro y fuera de las Fuerzas Armadas. Los firmantes originales fueron nueve consejeros de la revolución: Ernesto de Melo Antunes, Vasco Lourenço, Pezarat Correia, Manuel Franco Charais, Canto e Castro, Costa Neves, Sousa e Castro, Vítor Alves y Vítor Crespo.
Este grupo de militares renegaba tanto del modelo socialista de Europa del Este como del modelo socialdemócrata de Europa occidental y defendían un proyecto socialista alternativo basado en una democracia plural y en las libertades, derechos y garantías fundamentales. 
Representaban la facción moderada del MFA y se oponían a las tesis políticas del Documento Alianza Pueblo/MFA. Para la construcción de la sociedad socialista en Portugal, presentado el 8 de julio de 1975.